# M41 HMC
M41 Howitzer Motor Carriage Gorilla – amerykańskie samobieżne działo polowe zaprojektowane w okresie II wojny światowej.
M41 powstał w wyniku zamówienia armii amerykańskiej z 1943 roku na samobieżną haubicę kalibru 155 mm, lecz projekt ukończono dopiero w 1944 roku, kiedy zdecydowano się użyć podwozia czołgu M24 Chaffee.  Aby maksymalnie skrócić czas powstania nowego pojazdu na jednym podwoziu, zaprojektowano trzy różne pojazdy: samobieżną armatę przeciwlotniczą M19 GMC, samobieżną haubicę M37 HMC oraz M41. M41 był uzbrojony w haubice M1. Załoga była w stanie wystrzelić w ciągu minuty 1-2 granaty o masie 43,1 kg każdy, na maksymalną odległość 15 000 m. Kąt ostrzału w płaszczyźnie poziomej był równy 37°, w płaszczyźnie pionowej -5° do +55°.
Łącznie zbudowano około 85 egzemplarzy. Był to szybki, niezawodny pojazd z bardzo dobrym uzbrojeniem.  Nie wziął udziału w walkach II wojny światowej, ale został użyty w czasie wojny koreańskiej.
Wycofane z sił amerykańskich po tym konflikcie, armia francuska otrzymała je i używała od 1956 do 1972 roku w tych dywizjonalnych pułkach artylerii ciężkiej.